# Idiocera (Idiocera) schrenkii
Idiocera (Idiocera) schrenkii is een tweevleugelige uit de familie steltmuggen (Limoniidae). De soort komt voor in het Palearctisch gebied.